# 산울림 2집
《산울림 2집》은 대한민국의 록 밴드 산울림이 1978년 5월 10일에 발매한 두 번째 정규 음반이다. 타이틀곡 〈내 마음에 주단을 깔고〉를 비롯하여, 총 10곡이 수록되어 있으며, 산울림 특유의 실험적이고 몽환적인 사운드가 두드러진 작품이다. 1집의 성공 이후, 산울림은 보다 정제된 사이키델릭 록 사운드를 통해 독창적인 음악 세계를 확립해 나가게 되었다.

## 배경
1977년 발매된 데뷔 음반 《산울림 1집》은 상업적, 비평적으로 모두 큰 성공을 거두었으며, 당시 한국 대중음악계에 신선한 충격을 주었다. 정형화된 트로트, 포크 위주의 주류 음악 시장에서 산울림의 등장과 그 음악적 실험은 대중음악에 대한 인식을 전환시키는 계기가 되었다.
산울림은 본래 김창완, 김창훈, 김창익 세 형제로 구성된 가족 밴드였으며, 이들의 음악은 순수 아마추어 감성과 프로페셔널한 연주력이 결합된 독특한 스타일로 주목을 받았다. 1집의 성공 이후 제작된 이 두 번째 음반은, 당시 대학가요제와 청년문화의 확산, 사회·정치적으로 억압적인 분위기 속에서 '내면의 감정'과 '환상적인 세계'를 탐구하고자 한 실험적인 시도의 결과물이다.
당시 국내 음반 제작 환경은 열악했고 록 음악에 대한 대중적 인식도 낮았으나, 산울림은 자신들만의 방식으로 녹음을 진행하고 자작곡 중심의 트랙 구성을 유지하였다. 이로 인해 《산울림 2집》은 더욱 자율적이고 창의적인 접근이 가능했던 음반으로 평가받는다.

## 평가 및 유산
| 전문가 평가   | 전문가 평가 |
| 평가 점수     | 평가 점수   |
| 출처          | 점수        |
| ------------- | ----------- |
| 레코드 컬렉터 | [ 3 ]       |
| 모조          | [ 4 ]       |
| 신디그!       | [ 5 ]       |
| 언컷          | 9/10        |

《산울림 2집》은 한국 대중음악사에서 가장 중요한 음반 중 하나로 평가받는다. 《산울림 1집》과 함께 1970년대 한국 록의 정점을 상징하는 작품으로 꼽히며, 그 실험성과 독창성은 후대 인디 록 뮤지션들에게도 깊은 영향을 끼쳤다.
특히 〈나 어떡해〉는 제1회 대학가요제에서 샌드 페블즈가 불러 대상을 수상하며 유명세를 탔다. 이 곡은 이후 산울림 버전으로 다시 녹음되어 본 음반에 수록되었으며, 대표곡 중 하나로 자리매김했다.
이후에도 《산울림 2집》은 여러 차례 재발매되었으며, 2022년에는 180g 블랙반 LP로 리이슈되었고, 2024년에는 해외 유통용 수입 완제품 LP로도 출시되었다.

## 곡 목록
| #            | 제목                      | 작사         | 작곡         | 재생 시간 |
| ------------ | ------------------------- | ------------ | ------------ | --------- |
| 1.           | 〈내 마음에 주단을 깔고〉 | 김창완       | 김창완       | 6:08      |
| 2.           | 〈노래 불러요〉           | 김창완       | 김창완       | 4:35      |
| 3.           | 〈안개속에 핀 꽃〉        | 김창훈       | 김창완       | 5:56      |
| 4.           | 〈둘이서〉                | 김창완       | 김창완       | 2:33      |
| 5.           | 〈기대어 잠든 아이처럼〉  | 김창완       | 김창완       | 1:59      |
| 총 재생 시간 | 총 재생 시간              | 총 재생 시간 | 총 재생 시간 | 21:11     |

| #            | 제목                  | 작사·작곡    | 재생 시간 |
| ------------ | --------------------- | ------------ | --------- |
| 1.           | 〈어느날 피었네〉     | 김창완       | 5:10      |
| 2.           | 〈나 어떡해〉         | 김창훈       | 4:05      |
| 3.           | 〈이 기쁨〉           | 김창훈       | 3:41      |
| 4.           | 〈정말 그런 것 같애〉 | 김창완       | 4:01      |
| 5.           | 〈떠나는 우리님〉     | 김창완       | 3:57      |
| 총 재생 시간 | 총 재생 시간          | 총 재생 시간 | 20:54     |